# Tinglev–Sønderborg Jernbane
Tinglev-Sønderborg Jernbane är en statsägd järnväg som går mellan Tinglev och Sønderborg, i Region Syddanmark i Danmark. Både Tinglev och Sønderborgs station ligger på Jylland, medan Sønderborgs centrum ligger på Als.

## Trafik
Det går (2009) intercitytåg Köpenhamn-Fredericia-Sønderborg varannan timme.
Körtiden är cirka 40 minuter mellan Tinglev och Sønderborg samt 3 timmar 50 minuter mellan Köpenhamn och Sønderborg.
DSB kör alla persontåg. Det går inga godståg.

## Historia
Banan byggdes 1901 då området tillhörde Tyskland. Det fanns ångbåtsförbindelse med Flensburg varför banbygget dröjde. Man byggde dels banan Padborg-Tørsbøl-Sønderborg (då huvudförbindelse, Padborg ligger vid dagens gräns) och dels Tinglev-Tørsbøl. Tørsbøl ligger mellan Kliplev och Gråsten och lades tillsammans med några fler stationer ned 1974. Området blev danskt 1920, och en tid efter det, 1932, valde man att lägga ned sträckan Padborg-Tørsbøl, då ganska lite behov fanns för gränstrafik. Banan Tinglev-Sønderborg elektrifierades i slutet på 1990-talet då Østjyske længdebane elektrifierats vid samma tid.